# ساموئل ریچی
ساموئل ریچی (به انگلیسی: Samuele Ricci؛ زادهٔ ۲۱ اوت ۲۰۰۱) بازیکن فوتبال اهل ایتالیا است که به عنوان هافبک برای باشگاه فوتبال میلان بازی می‌کند. 
از باشگاه‌هایی که در آن بازی کرده‌است می‌توان به باشگاه فوتبال امپولی اشاره کرد.
وی همچنین در تیم‌های ملی فوتبال زیر ۱۷ سال ایتالیا، زیر ۱۸ سال ایتالیا، زیر ۱۹ سال ایتالیا، و زیر ۲۱ سال ایتالیا بازی کرده‌است.